# Скачков, Вениамин Иванович
Вениамин Иванович Скачков (14 сентября 1930 года, Череповецкий округ, Ленинградская область — 3 мая 2010 года, Череповец, Вологодская область) — бригадир каменщиков строительного управления «Монтажжилстрой» треста «Череповецметаллургстрой» Министерства строительства предприятий тяжёлой индустрии СССР, Вологодская область. Герой Социалистического Труда (1971).

## Биография
Родился в 1930 году в крестьянской семье в одном из населённых пунктов Череповецкого округа Ленинградской области.
Окончил сельскую школу. В конце 1940-х годов по комсомольской путёвке отправился на строительство Череповецкого металлургического комбината. Трудился каменщиком на 1-м участке треста «Череповецметаллургстрой». Позднее был назначен бригадиром комсомольско-молодёжной бригады каменщиков, которая строила производственно-строительную базу (растворобетонный завод, шлакобочный завод, плотницкий цех, столярные мастерские, котельная) Череповецкого металлургического комбината.
С начала 1960-х годов бригада под руководством Вениамина Скачкова строила жилые дома, различные социальные и культурные объекты в Череповце. За выдающиеся трудовые достижения в годы Семилетки (1959—1965) награждён Орденом Ленина.
Бригада Вениамина Скачкова досрочно выполнила принятое коллективное социалистические обязательство и плановые производственные задания Восьмой пятилетки (1966—1970) бригада выполнила досрочно. Указом Президиума Верховного Совета СССР (неопубликованным) от 5 апреля 1971 года «за выдающиеся успехи в выполнении заданий пятилетнего плана по строительству и вводу в действие производственных мощностей, жилых домов и объектов культурно-бытового назначения» удостоен звания Героя Социалистического Труда с вручением ордена Ленина и золотой медали Серп и Молот.
После выхода на пенсию проживал в Череповце. Скончался в мае 2010 года.
Награды
- Герой Социалистического Труда
- Орден Ленина -дважды (11.08.1966; 1971)
- Заслуженный строитель РСФСР (04.12.1969)